# S5L8702
Der Samsung S5L8702 ist ein  von Samsung für Apple hergestelltes System-on-a-Chip (SoC). Er kombiniert eine ARM-CPU mit SDRAM-Speicher zusammen auf einem Chip.
Der S5L8702 wurde zusammen mit dem iPod nano der 3. Generation am 5. September 2007 eingeführt. 
Eine andere Bezeichnung für den S5L8702 ist APL2078. Er gehört zu den S5L SoCs.

## Beschreibung
Der S5L8702 enthält einen 32-Bit ARM9 kompatiblen ARM926EJ-S-Hauptprozessor. Die Größe des Speichers beträgt 32 MB. Der S5L8702 kann Videos im H.264 Codec mit einer Bitrate von 2,5Mbit/s bei einer Auflösung von 480p dekodieren.